# Wierzchowiny Nowe
Wierzchowiny Nowe – wieś w Polsce położona w województwie lubelskim, w powiecie parczewskim, w gminie Siemień.
Do 2015 część wsi Wierzchowiny.
Wieś stanowi sołectwo w gminie Siemień. 
Wierni Kościoła rzymskokatolickiego należą do parafii św. Stanisława w Czemiernikach.